# Liste von Musiklabels/V

## V
| Name Musiklabel                              | Land                            | Sitz                    | Gründer                                                     | Jahr-Von           | Jahr-Bis            | Labelcode | Website      | Mutterlabel                           | Details |
| -------------------------------------------- | ------------------------------- | ----------------------- | ----------------------------------------------------------- | ------------------ | ------------------- | --------- | ------------ | ------------------------------------- | --- |
| V Recordings                                 | Vereinigtes Königreich          |                         | Bryan Gee und Jumping Jack Frost                            | 1993               |                     |           |              |                                       | |
| V-Disc                                       | Vereinigte Staaten              |                         | Regierung der Vereinigten Staaten                           | 1943               | 1949                |           |              |                                       | |
| V.I.P. Records                               | Vereinigte Staaten              |                         |                                                             | 1964               |                     |           |              | Motown                                | |
| V.I.S.A.                                     | Frankreich                      |                         | Thierry De Lavau und Yves Lecarpentier                      | 1982               |                     |           |              |                                       | |
| V2 Records                                   | Vereinigtes Königreich          |                         | Richard Branson                                             | 1996               |                     |           |              |                                       | Teil des Labels wurden 2005 verkauft und mit Artemis Records verschmolzen, der Rest ging 2007 an Universal Music |
| V7-Versand                                   | Deutschland                     |                         | Ingo Knauf                                                  | 2001               |                     |           |              |                                       | |
| Vaden Records                                | Vereinigte Staaten              |                         | Arlen Vaden                                                 | 1958               |                     |           |              |                                       | |
| Vagrant Records                              | Vereinigte Staaten              |                         | Rich Egan und Jon Cohen                                     | 1992               | 2014                |           |              |                                       | 2014 wurde das zuvor unabhängige Label von BMG übernommen |
| Valcour Records                              | Vereinigte Staaten              |                         | Joel Savoy, Phillip LaFargue II, Lucius Fontenot            | 2006               |                     |           |              |                                       | |
| Valiant Records                              | Vereinigte Staaten              |                         | Barry DeVorzon und Billy Sherman                            | 1960               | 1967                |           |              |                                       | 1967 von Warner Bros. Records übernommen |
| Valley Entertainment                         | Vereinigte Staaten              |                         | Barney Cohen, Jon Birge                                     | 1994               |                     |           |              | RED Distribution, Sony Music          | |
| Valley King Records                          | Vereinigte Staaten              | Novato                  | Alan Forbes, Justin McNeal                                  | 2010               |                     |           | Website      |                                       | |
| Valve Records                                | Australien                      |                         | Paul Curtis                                                 | 1994               |                     |           |              |                                       | |
| Ván Records                                  | Deutschland                     |                         | Sven Dinninghoff                                            | 2004               |                     |           |              |                                       | |
| Van Dyke Records                             | Vereinigte Staaten              |                         |                                                             | 1929               | 1932                |           |              | Grey Gull Records                     | |
| Van Richter Records                          | Vereinigte Staaten              |                         | Paul Abramson                                               | 1993               |                     |           |              |                                       | |
| Vandit Records                               | Deutschland                     |                         | Paul van Dyk                                                | 2000               |                     | LC 11605  |              |                                       | |
| Vanguard Records                             | Vereinigte Staaten              |                         | Seymour Solomon und Maynard Solomon                         | 1950               |                     |           |              |                                       | |
| VAP (Video & Audio Project)                  | Japan                           |                         |                                                             | 1981               |                     |           |              | Nippon Television Holdings            | |
| Varèse-Sarabande Records                     | Vereinigte Staaten              |                         | Tom Null Chris Kuchler Dub Taylor                           | 1972               |                     |           |              | Cutting Edge Group Wood Creek Capital | 1972 als Varèse International gegründet, 1977 in Varèse Sarabande umbenannt |
| Vaulternative Records                        | Vereinigte Staaten              |                         | Hinterbliebene des Komponisten und Rockmusikers Frank Zappa | 2002               |                     |           |              | Zappa Family Trust                    | |
| VDE-Gallo Records                            | Schweiz                         |                         |                                                             |                    |                     |           |              |                                       | |
| VEB Deutsche Schallplatten Berlin            | Deutsche Demokratische Republik |                         |                                                             | 1954               | 1990                |           |              |                                       | |
| VEB Film Leipzig                             | Deutschland                     |                         |                                                             | 2004?              |                     |           |              |                                       | |
| Vee-Jay Records                              | Vereinigte Staaten              |                         |                                                             | 1953               |                     |           |              |                                       | Vivian Carter und Jimmy Bracken |
| Vegan Records                                | Argentinien                     |                         |                                                             |                    |                     |           |              |                                       | |
| VelocitySounds Rec.                          | Deutschland                     |                         | Roland Bergner                                              | 1999               |                     | LC 11529  |              |                                       | |
| Velour Recordings                            | Vereinigte Staaten              |                         | Jeff Krasno und Sean Hoess                                  | 1999               |                     |           |              |                                       | |
| Velvet Blue Music                            | Indien                          |                         | Jeff Cloud                                                  | 1996               |                     |           |              |                                       | |
| Velvet Tone Records                          | Vereinigte Staaten              |                         |                                                             | Mitte 1920er Jahre |                     |           |              | Columbia Records                      | |
| Vena Records                                 | Vereinigte Staaten              |                         |                                                             | Ende 1950er Jahre  | Ende 1950er Jahre   |           |              |                                       | |
| Vendetta Records                             | Schweiz                         | Bern                    |                                                             | 2001               |                     |           |              |                                       | |
| Vendetta Records (USA)                       | Vereinigte Staaten              |                         |                                                             | 1988               | 1990                |           |              | A&M Records                           | |
| Vendlus Records                              | Vereinigte Staaten              |                         | Joseph Cortese                                              | 2002               |                     |           |              |                                       | |
| Vereinigte Schallplatten-Werke Janus-Minerva | Deutschland                     |                         |                                                             | 1905               |                     |           |              |                                       | |
| Verity Records                               | Vereinigte Staaten              |                         |                                                             | 1994               |                     |           |              | RCA Inspiration                       | |
| Verlag + Agentur Werner Symanek              | Deutschland                     |                         |                                                             |                    |                     |           |              |                                       | |
| Verlag der Liebenzeller Mission              | Deutschland                     |                         |                                                             |                    |                     |           |              |                                       | |
| Verlag Singende Gemeinde                     | Deutschland                     |                         | Christlichen Sängerbund,                                    | 1951               |                     |           |              |                                       | |
| Vermin Scum                                  | Vereinigte Staaten              |                         | Kenny Hill                                                  |                    |                     |           |              |                                       | |
| Versunkene Fabrik Music                      | Deutschland                     |                         | Julian Marchewka und Markus Landau                          | 2014               |                     |           |              |                                       | |
| Vertigo Records                              | Vereinigtes Königreich          |                         | Philips Phonographische Industrie bzw. PolyGram             | 1969               |                     |           |              |                                       | In den 1990er-Jahren verlor das Label zunehmend seine Selbständigkeit und ging in Mercury Records auf. |
| Verve Records                                | Vereinigte Staaten              |                         | Norman Granz                                                | 1956               |                     |           |              |                                       | |
| Very GOOD Beats                              | Vereinigte Staaten              |                         |                                                             |                    |                     |           |              | GOOD Music                            | |
| Very Small Records                           | Vereinigte Staaten              | Laytonville, California | David Hayes                                                 | 1989               | 2003                |           |              |                                       | |
| VI Music                                     | Puerto Rico                     |                         | Mario VI Juan Vidal                                         | 1997               |                     |           |              |                                       | |
| Vicious Vinyl                                | Australien                      | Frankston               | Andy Van und John Course                                    | Ende 1980er Jahre  |                     |           |              |                                       | |
| Victor Talking Machine Company               | Vereinigte Staaten              |                         | Emile Berliner und Eldridge R. Johnson                      | 1901               |                     |           |              |                                       | |
| Victoria Records (1952)                      | Vereinigte Staaten              | Philadelphia            | Al Alberts                                                  | 1951               |                     |           |              |                                       | |
| Victory Records                              | Vereinigte Staaten              |                         | Tony Brummel                                                | 1989               |                     |           |              |                                       | |
| VideoArts Music                              | Japan                           |                         |                                                             | 1984               |                     |           |              |                                       | |
| Vier Sterne Deluxe Records                   | Deutschland                     | Hannover                | Simon Bohnsack                                              | 2011               |                     | LC 95242  | Website      |                                       | |
| Vic Records                                  | Niederlande                     | Zeist                   | Roel Van Reijmersdal                                        | 1992               |                     |           | Website      |                                       | |
| ViK. Recordings                              | Kanada                          |                         | Lisa Zbitnew                                                | 1998               |                     |           |              |                                       | |
| Villar Records                               | Philippinen                     | Manila                  | Manuel P. Villar                                            | 1950               |                     |           |              |                                       | |
| Vim Records                                  | Vereinigte Staaten              | Chicago                 |                                                             | 1896               | 1900er Jahre        |           |              |                                       | |
| Vineyard Music                               | Vereinigte Staaten              |                         | John Wimber                                                 | 1970er Jahre       |                     |           |              |                                       | |
| Vinyl Digital                                | Deutschland                     |                         | Tobias Wolf-Mühlburger                                      | 2011               |                     |           |              |                                       | |
| Vinyl on Demand                              | Deutschland                     |                         | Frank Maier                                                 | 2003               |                     |           |              |                                       | |
| Vinyl Solution                               | Vereinigtes Königreich          | London                  |                                                             | Ende 1980er Jahre  | Anfang 1990er Jahre |           |              |                                       | |
| Violent Journey Records                      | Finnland                        |                         | Vesa Ruokangas                                              | 2007–2014          |                     |           |              |                                       | |
| Virgin Records                               | Vereinigtes Königreich          |                         | Richard Branson                                             | 1972               |                     |           |              | Universal Music Group                 | Das Label wurde 1992 für eine Milliarde US-Dollar an Thorn EMI verkauft und gehört inzwischen zur Universal Music Group |
| Virgin Schallplatten                         | Deutschland                     |                         | Virgin Records                                              |                    |                     |           |              | EMI                                   | |
| Virt Records                                 | Vereinigte Staaten              | Seattle                 |                                                             |                    |                     |           |              |                                       | |
| Visible Noise                                | Vereinigtes Königreich          |                         | Julie Weir                                                  | 1998               |                     |           |              |                                       | |
| Vision Quest Records                         | Japan                           | Tokyo                   | Tania (Tanis) Miller und Shimon Biton                       | 1996               |                     |           |              |                                       | |
| Vitamin Records                              | Vereinigte Staaten              |                         |                                                             | 1999               |                     |           |              |                                       | |
| Viva Records                                 | Vereinigte Staaten              |                         |                                                             | 1966               | 1983                |           |              | Snuff Garrett Records                 | |
| Viva Records                                 | Philippinen                     | Pasig City              | Vicente del Rosario, Jr.                                    | 1982               |                     |           |              | Viva Entertainment                    | |
| ViciSolum Productions                        | Schweden                        |                         |                                                             |                    |                     |           | Website      |                                       | |
| Vocalion Records                             | Vereinigte Staaten              |                         | Aeolian Piano Company                                       | 1916               |                     |           |              |                                       | 1925 wurde Vocalion von Brunswick Records aufgekauft, das im April 1930 an Warner Bros. verkauft wurde. Im Dezember 1931 erhielt die American Record Corporation die Lizenz an Brunswick. 1938 wurde Vocalion eine Marke von Columbia Records. 1940 war das vorläufige Ende von Vocalion. In den 1950ern wurde Vocalion von Decca Records wiederbelebt, um alte Produktionen zu vertreiben. |
| Vogue Records                                | Vereinigte Staaten              |                         | Sav-Way Industries                                          | 1946               | Ende 1940er Jahre   |           |              |                                       | |
| Voiceprint Records                           | Vereinigtes Königreich          |                         | Robyn Ayling                                                | Mitte 1990er Jahre |                     |           |              |                                       | |
| Voices Music & Entertainment AS              | Norwegen                        |                         | Ketil Sveen und Dag Krosvold                                | 2001               |                     |           |              |                                       | Das Label wurde 1988 unter dem Namen Voices of Wonder in Oslo gegründet |
| Voices of Wonder                             | Norwegen                        |                         | Ketil Sveen und Dag Krosvold                                | 1988               | 2001                |           |              |                                       | 2001 erfolgte die Umbenennung in Voices Music & Entertainment AS |
| Void Overflow                                | Belgien                         |                         | Stijn van Cauter                                            | 2016               | 2020                |           | Website      |                                       | |
| Volcano Entertainment                        | Vereinigte Staaten              | Los Angeles             | Jay-Shy                                                     | 1996               |                     |           |              |                                       | |
| Volcom Entertainment                         | Vereinigte Staaten              |                         | Ryan Immegart und Richard Woolcot                           | 1995               |                     |           |              |                                       | |
| Volition Records                             | Australien                      | Sydney                  | Andrew Penhallow                                            | Ende 1980er Jahre  | Ende 1990er Jahre   |           |              |                                       | |
| Volt Records                                 | Vereinigte Staaten              | Memphis                 | Jim Stewart, Estelle Axton                                  | 1957               |                     |           |              | Concord Music Group                   | |
| Volume Berlin Records                        | Deutschland                     | Berlin                  | Felix Reichelt                                              | 2016               |                     | LC 86523  | Website      |                                       | |
| Voodoo Rhythm Records                        | Schweiz                         |                         | Beat Zeller                                                 | 1992               |                     | LC 07683  |              |                                       | |
| Vortex Records                               | Vereinigte Staaten              |                         | Herbie Mann                                                 |                    | Mitte 1960er Jahre  |           |              |                                       | |
| Vox Records                                  | Vereinigte Staaten              | New York City           | George Mendelssohn-Bartholdy                                | 1945               |                     |           |              |                                       | |
| Vox Records                                  | Deutschland                     |                         |                                                             | 1921               |                     |           |              |                                       | |
| Vox-Schallplatten- und Sprechmaschinen-AG    | Deutschland                     |                         |                                                             | 1920               | 1929                |           |              |                                       | Wurde am 30. Dezember 1920 unter dem Namen Tegesti gegründet und so auch am 19. Februar 1921 ins Firmenregister eingetragen. Am 10. Mai 1921 erhielt sie dann ihren späteren Namen, unter dem sie bekannt wurde. |
| VP Records                                   | Vereinigte Staaten              |                         | Vincent und Patricia Chin                                   | 1990               |                     | LC 07005  |              |                                       | |
| V/Vm Test Records                            | Vereinigtes Königreich          | Stockport               | James Kirby und Andrew Macgregor                            | 1996               |                     |           |              |                                       | |
| Vier Sterne Deluxe Records                   | Deutschland                     | Hannover                | Simon Bohnsack und Max H.                                   | 2011               |                     | LC 95242  | vsdeluxe.com |                                       | |